# Emil Bodnăraș
Emil Bodnăraș (n. 10 februarie 1904, satul Iaslovăț, Ducatul Bucovinei, Austro-Ungaria – d. 24 ianuarie 1976, București) a fost un lider comunist român, ofițer al Armatei Române, participant la lovitura de stat de la 23 de August și spion sovietic.

## Începutul carierei militare și dezertarea
Emil (Emilian) Bodnăraș s-a născut la 10 februarie 1904 în satul Iaslovăț din Ducatul Bucovinei (care făcea parte la acea vreme din Austro-Ungaria, iar astăzi se află în județul Suceava). Emil Bodnăraș provenea dintr-o familie mixtă – tatăl său, Ion Bodnăraș (14 august 1871 - 31 martie 1924), era funcționar de etnie ucraineană, iar mama sa, Elisabeta Bodnăraș (2 martie 1879 - 22 iunie 1958), era de etnie germană. A avut un frate mai mic, Manole Bodnăraș (1909-1985), care era de meserie fotograf.
A urmat Liceul „Dragoș Vodă” din Câmpulung Moldovenesc, absolvit „cu distincție” (1924), Facultatea de Drept a Universității „Al. I. Cuza” din Iași, Școala Militară din Timișoara (absolvită în 1927, ca șef de promoție) și Școala specială de ofițeri de artilerie din București (1930, șef de promoție).
În timp ce era student la Iași a cochetat cu extrema dreaptă, făcând parte mai întâi din Fascia Națională Română, apoi, în perioada 1924–1925, din Liga Apărării Național Creștine, condusă de A. C. Cuza și Corneliu Zelea Codreanu.
După terminarea Școlii de ofițeri de artilerie, Bodnăraș a fost avansat la gradul de locotenent și încartiruit în garnizoana din Cernăuți. Cariera militară ca ofițer de artilerie a fost întreruptă, după unii autori, de un conflict cu un membru al Casei Regale a României. În altă versiune se afirmă că a avut o aventură amoroasă cu soția unui comandant al său și s-ar fi compromis astfel. A fost transferat într-o garnizoană din Basarabia, la Sadagura, în cadrul regimentului 12 artilerie, unde a fost contactat de elemente comuniste , devenind spion sovietic. Cu prilejul notării anuale pentru anul 1931, col. Ioan Rizescu, comandantul regimentului 12 artilerie, observă valoarea lui Bodnăraș ca ofițer, dar îi reproșează în raport "lipsa de tact, bețiile și frecventarea unor persoane lipsite de patriotism".
În februarie 1932, Emil Bodnăraș dezertează și fuge în URSS. În urma cercetărilor s-au stabilit condițiile dezertării sale. După ce în ziua de 13 februarie 1932 a solicitat o permisie, în seara zilei de 15 februarie 1932 a plecat din Sadagura la Hotin, unde a ajuns a doua zi. În aceeași seară, se duce la pichetul de grăniceri de la punctul «Cetatea Hotinului», unde face o recunoaștere a graniței și se interesează de la soldații de pază unde sunt posturile fixe de grăniceri (românești și sovietice) și dacă gheața este suficient de rezistentă. A doua zi dimineața, patrulele de grăniceri care inspectau malul Nistrului au găsit un chipiu de locotenent și un toc de revolver, iar pe gheață se vedeau urme ce duceau spre malul stâng al Nistrului.
Nu se cunoaște cu ce s-a ocupat în Uniunea Sovietică, dosarul său de cadre de la Moscova menționând ocupația de contabil, între anii 1932 și 1935 la Moscova și Astrahan. A fost pregătit ca agent sovietic la o școală din Astrahan.
La Moscova, Bodnăraș a frecventat Școala superioară a serviciilor speciale sovietice.

## Arestarea și intrarea în conducerea PCR
Emil Bodnăraș s-a reîntors în mod ilegal în România în 1935, pentru a îndeplini misiuni speciale încredințate de GRU – spionajul militar sovietic. A fost însă recunoscut în tren și denunțat de unul dintre foștii săi colegi de școală. În mai 1935 a fost condamnat la 10 ani de muncă silnică pentru dezertare în timp de pace, sustragere de acte oficiale și crime împotriva siguranței statului. După rejudecarea procesului, i s-a redus condamnarea la numai cinci ani de închisoare și executându-și pedeapsa la Aiud, Galați, Brașov, Doftana și Caransebeș. La Doftana s-a împrietenit cu Gheorghiu-Dej, iar  în anul 1940 a devenit membru al PCR.
Aflat în închisoarea de la Brașov, Bodnăraș află că a pierdut cetățenia română, pentru că a ocupat funcții publice în Uniunea Sovietică. "Eu în închisoarea Brașov am obținut cetățenia URSS printr-o comunicare oficială făcută de ambasadă pe baza unei cereri care tot de acord cu ambasada a făcut-o fratele meu în numele meu... A fi sovietic în acei ani era avantajos, un cetățean român care primea cetățenia sovietică este un element cu care nu este recomandabil să te porți brutal, să-l bați", explica chiar Bodnăraș într-o stenogramă din 1952.
În 7 noiembrie 1942, este eliberat din Penitenciarul Caransebeș, la sugestia SSI (Serviciul Român de Informații). La eliberare, "tovarășii mi-au dat și o sumă de bani mai importantă, 50.000 de lei, pe care am ascuns-o într-o lădiță ce urma să fie expediată la fratele meu cu hainele și lucrurile mele, iar asupra mea personal, 10.000 de lei. Pe atunci erau bani mulți". Plătește 8.000 lei comisarului de siguranță care elibera actele pentru a-l convinge să treacă cu vederea amănuntul cetățeniei sovietice, care, după lege, ducea la internarea în lagăr.
Ajunge la Galați, unde e adăpostit de fratele său, Manole. Aflat în libertate, Bodnăraș se alătură facțiunii „naționale” a lui Gheorghe Gheorghiu-Dej. Restul de bani primiți îi folosește pentru a organiza, timp de doi ani, un negoț de var, ciment și țiglă, cu baza la Galați, care-i permite să facă drumuri prin țară, cu toate că era supravegheat de Siguranță, ajungând de multe ori la București. Aici, Bodnăraș prelua informații de la un agent numit Kendler, comerciant de cherestea, care, la ordinul lui Bodnăraș îi plătea 30.000 lei pe lună, în 1943, colonelului Enache Borcescu, membru al Statului- Major General al Armatei, pentru informații despre mișcările trupelor române și germane. Locul obișnuit de întâlnire dintre Kendler și Borcescu era o biserică greco-catolică din București (interviul lui Dennis Deletant cu Traian Borcescu, la 8 martie 1995). Ajunge și la Târgu Jiu, unde, simulând o criză de apendicită, este internat în aceeași celulă de spital cu "bolnavul" Gheorghiu-Dej. Acolo sunt puse la punct manevrele de anihilare a secretariatului PCdR, condus de Ștefan Foriș, se fac planuri de alianțe pentru crearea unui front popular și se decide evadarea lui Dej.

## Perioada 1944-1947

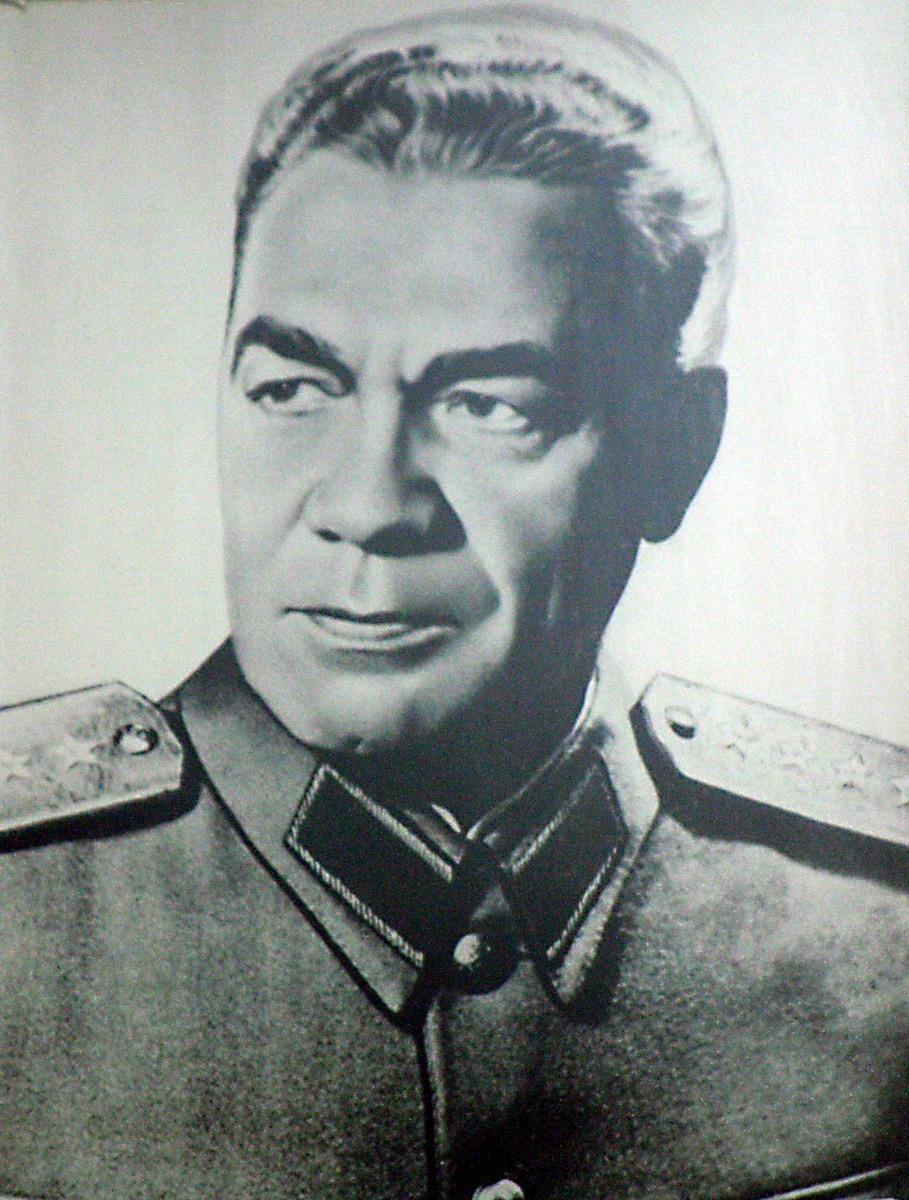
Generalul Emil Bodnăraș.

În anul 1944, Bodnăraș s-a deplasat la București și a luat legătura cu Constantin Pârvulescu și cu Iosif Rangheț, pretinzând că este mandatarul Kremlinului, în vederea reorganizării Partidului Comunist. Împreună, cei trei au complotat pentru înlăturarea din funcția de secretar general al PCR a lui Ștefan Foriș, acuzat că ar fi trădător și agent al Siguranței.
După bombardamentul de aviație asupra Bucureștiului din 4 aprilie 1944, Bodnăraș și Rangheț l-au capturat pe Foriș și l-au forțat cu pistolul la tâmplă să-și semneze demisia. Ajuns la casa conspirativă unde se afla Ștefan Foriș, Bodnăraș i-a prezentat acestuia un mesaj venit, după cum susținea el, din partea Internaționalei Comuniste, prin care conducerea partidului era destituită, iar toate legăturile, inclusiv cifrul conspirativ (adică numele membrilor și casele conspirative), trebuiau predate noii conduceri. De asemenea, conducerea veche trebuia să se pună la dispoziția conducerii desemnate.
La 16 aprilie 1944, Emil Bodnăraș îi raporta lui Gheorghiu-Dej, printr-o scrisoare cifrată trimisă la închisoare, că misiunea fusese îndeplinită: "Pe cât de lungă a fost pregătirea, pe atât de rapidă și concentrată a fost acțiunea. În trei ore, măsurile au fost completate. Moștenirea (documentele partidului) ne-a fost predată, iar capul familiei (Foriș), nevasta sa (Victoria Sârbu) și prietenul casei (arhivarul Remus Koffler, asistentul lui Foriș) au fost mutați la un sanatoriu bun (o casă conspirativă sigură). La ora 1 noaptea am depus cheile și toată averea familiei în mâinile bunului nostru prieten cel mai bătrân și cel mai priceput dintre noi cei de aici (Constantin Pârvulescu), astăzi stâlpul principal al familiei." 
Triumviratul Pârvulescu - Rangheț - Bodnăraș a deținut conducerea partidului până la evadarea lui Gheorghe Gheorghiu-Dej din închisoare în august 1944.
Bodnăraș s-a ocupat de organizarea unor organizații paramilitare clandestine (gărzile patriotice), cărora în timpul perioadei comuniste a istoriei românești li s-a dat o importanță exagerată. A coordonat activitățile de sabotare a porțiunii de front numită "Poarta Iașului" din Moldova în timpul ofensivei sovietice din august 1944, așa-numita „Operațiune Iași-Chișinău”.
La data de 23 august 1944, Emil Bodnăraș (cu numele conspirativ de inginerul Ceaușu) a participat împreună cu Lucrețiu Pătrășcanu, ca reprezentanți ai PCR, la acțiunea condusă de către Regele Mihai de demitere a guvernului mareșalului Ion Antonescu. A făcut parte din grupul de comuniști care l-a preluat în custodie pe Ion Antonescu și pe ministrul Mihai Antonescu. Cei doi au fost ținuți prizonieri într-o casă conspirativă a partidului mai înainte de a fi predați autorităților militare sovietice.
Bodnăraș a devenit membru al Comitetului Central și al Biroului Politic al Partidului Comunist Român în urma alegerilor din 1946.. Din anul 1946 a fost deputat al PCR în toate legislaturile Marii Adunări Naționale.
Între martie 1945 și noiembrie 1947 a fost secretar general la președinția Consiliului de Miniștri însărcinat cu supravegherea serviciilor secrete și șeful Serviciului Secret al Armatei. În această calitate, a deținut rangul de subsecretar de stat la Președinția Consiliului de Miniștri (1 decembrie 1946 - 5 noiembrie 1947). El s-a ocupat de organizarea fraudării alegerilor parlamentare din 1946  și de Înscenarea de la Tămădău.
A fost unul dintre cei mai importanți oameni politici în vremea lui Gheorghiu-Dej, fiind în permanentă legătură cu serviciile secrete sovietice, cărora le prezenta rapoarte regulate asupra activității tuturor liderilor comuniști români, după cum s-a dovedit mai târziu în cazul lui Ana Pauker).
La data de 5 noiembrie 1947, după înlăturarea din guvern a reprezentanților grupării Tătărăscu, Bodnăraș a fost numit în funcția de ministru al apărării, fiind avansat la gradul de general-colonel.

## Perioada Gheorghiu-Dej

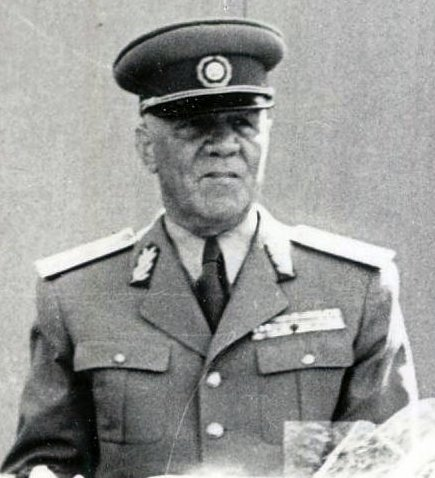
Emil Bodnăraș la sărbătorirea celei de a XIV-a aniversări a eliberării României de sub dominația fascistă, 23 august 1958.

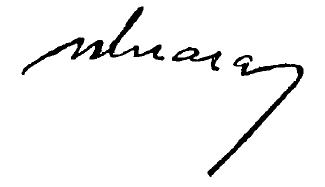
Semnătura lui Emil Bodnăraș, ministrul apărării naționale

În timpul în care în fruntea Partidului Comunist Român (Partidul Muncitoresc Român) s-a aflat Gheorghe Gheorghiu-Dej, Bodnăraș a ocupat mai multe funcții importante, după cum urmează: 
- ministrul forțelor armate (5 noiembrie 1947 - 4 octombrie 1955)
- vicepreședinte al Consiliului de Miniștri (20 august 1954 - 4 octombrie 1955)
- prim-vicepreședinte al Consiliului de Miniștri (4 octombrie 1955 - 19 martie 1957)
- vicepreședinte al Consiliului de Miniștri (20 martie 1957 - 17 martie 1965)
- ministrul transporturilor și telecomunicațiilor (20 martie 1957 - 27 aprilie 1959)

Pe 5 noiembrie 1947 a devenit ministru al apărării, înlocuindu-l pe generalul Mihail Lascăr. A rămas în fruntea Ministerului Apărării până pe 3 octombrie 1955, iar din 1956 a fost numit în fruntea Ministerului Transporturilor. Ca ministru al apărării, a coordonat activitatea de sovietizare a armatei. Bodnăraș a trimis un număr de tineri români credincioși cauzei comuniste la Moscova pentru a studia în diferite școli militare. Printre aceștia s-a aflat și Nicolae Ceaușescu, care i-a devenit colaborator apropiat lui Bodnăraș, fiind avansat la gradul de general și de comisar politic al forțelor armate.
Bodnăraș a rămas unul dintre cei mai apropiați tovarăși ai lui Dej până la moartea acestuia din 1965, opunându-se în această perioadă restructurării partidului propuse de Iosif Chișinevschi și Miron Constantinescu.
În timpul Revoluției din Ungaria din 1956, Bodnăraș a fost însărcinat cu înăbușirea oricăror reacții de sprijin din partea românilor față de insurgenții maghiari. În noiembrie 1956, a făcut parte din delegația condusă de Gheorghiu-Dej care a vizitat Republica Populară Ungară și a purtat discuții cu János Kádár pe tema înăbușirii revoluției maghiare.
În perioada 21-26 august 1955, Nikita Hrușciov a vizitat România, iar potrivit anumitor istorici, la o vânătoare de urși, la cabana Aluneasa din Budacu de Sus, jud. Bistrița-Năsăud, Bodnăraș a avut un rol cheie în influențarea deciziei lui Hrușciov de retragere a Armatei Roșii de pe teritoriul României începând cu 1958. Inițial Nikita Hrușciov a declinat, însă mai apoi în noiembrie 1955 a acceptat. Acordul de repatriere a militarilor Uniunii Sovietice staționați în România a fost semnat la 24 mai 1958.
După moartea lui Gheorghiu-Dej la 19 martie 1965, Bodnăraș, unul dintre cei mai influenți membri ai Biroului Politic, a sprijinit alegerea în fruntea partidului a mai tânărului Nicolae Ceaușescu în detrimentul altor doi candidați: Gheorghe Apostol și Alexandru Drăghici.

## Perioada lui Nicolae Ceaușescu

Mormântul lui Emil Bodnăraș din cimitirul din satul Iaslovăț.

Bodnăraș a fost unul dintre susținătorii loiali ai lui Ceaușescu. Pentru o perioadă, a continuat să mai dețină funcția de prim-vicepreședinte al Consiliului de Miniștri (18 martie 1965 - 8 decembrie 1967), după care a fost numit în funcția de vicepreședinte al Consiliului de Stat (1967-1976), funcție importantă, dar fără putere de decizie executivă. El a rămas totuși, până la moartea sa, unul dintre cei mai influenți membri ai elitei comuniste. A fost distins cu înalte ordine și medalii.
Emil Bodnăraș a decedat la data de 24 ianuarie 1976 în București și, spre deosebire de ceilalți lideri ai partidului care erau înmormântați la Monumentul Eroilor Comuniști din Parcul Libertății, rămășițele sale pământești au fost puse într-un sicriu de metal masiv și înmormântate, la dorința sa, într-o criptă de lângă biserica construită pe banii lui în satul natal, Iaslovăț din județul Suceava.
În perioada 7 septembrie 1976 - 20 mai 1996, comuna Milișăuți (astăzi oraș), în care fusese înglobat satul Iaslovăț, a purtat denumirea de comuna Emil Bodnăraș. În prezent, în fața Căminului Cultural din satul natal se află amplasat un bust al fostului lider comunist.
Ca și Patriarhul Justinian și Dr. Petru Groza, Emil Bodnăraș a fost un prieten apropiat al Rabinului Șef Dr. Moses Rosen și al soției sale Amalia, împreună cu întreaga comunitate mozaică apărându-i în taina sufletului său în anii grei ai stalinismului 1947 -1953 după cum relatează Rabinul Șef Dr. Moses Rosen în autobiografia sa ”Primejdii... Încercări... Miracole” publicată în anul 1990.

## Distincții
- Ordinul Republicii Ungare (1947)
- Ordinul cehoslovac „Leul Alb” în grad de mare cruce (1947)
- Ordinul Muncii clasa I (1948)
- Ordinul „Steaua Republicii Populare Române” clasa I (1948)
- Ordinul „Apărarea Patriei” clasa I (1949)
- Medalia „A cincea aniversare a Republicii Populare Române” (24 decembrie 1952) „pentru lupta și munca duse în vederea făuririi, consolidării și prosperării Republicii Populare Române”[32]
- Ordinul „Steaua Republicii Populare Române” clasa I (1954)
- Ordinul „Meritul Militar” clasa I (1955)
- Ordinul „23 August” clasa I (12 august 1959) „pentru îndelungată activitate în mișcarea muncitorească, pentru contribuția activă la răsturnarea dictaturii militaro-fasciste și instaurarea regimului democrat-popular, pentru merite deosebite în opera de construire a socialismului”[33]
- Titlul de „Erou al Muncii Socialiste“ și Medalia de Aur „Secera și Ciocanul“ (1959)
- Medalia „40 de ani de la înființarea Partidului Comunist din Romînia” (6 mai 1961) „pentru activitate îndelungată în mișcarea muncitorească și merite în opera de construire a socialismului”[34]
- Medalia „A XX-a Aniversare a Eliberării Patriei” (18 august 1964) „pentru merite deosebite în opera de construire a socialismului, cu prilejul celei de a XX-a aniversări a eliberării patriei”[35]
- Medalia jubiliară „A XX-a Aniversare a Zilei Forțelor Armate ale Republicii Populare Romîne” (21 octombrie 1964) „pentru merite deosebite în făurirea și întărirea Forțelor Armate ale Republicii Populare Romîne, cu prilejul celei de a XX-a aniversări a Zilei Forțelor Armate”[36]
- Ordinul „Tudor Vladimirescu” clasa I (30 aprilie 1966) „cu prilejul celei de-a 45-a aniversări de la înființarea Partidului Comunist din România, pentru îndelungată activitate în mișcarea muncitorească și merite deosebite în opera de construire a socialismului”[37]
- Medalia „A XXV-a Aniversare a Eliberării Patriei” (4 august 1969) „pentru merite deosebite în lupta împotriva fascismului, în eliberarea țării, în războiul antihitlerist, în instaurarea puterii democrat-populare și construirea socialismului în Republica Socialistă România, cu prilejul celei de-a XXV-a aniversări a eliberării patriei”[38]
- Ordinul „Victoria Socialismului” (6 mai 1971) „pentru activitate îndelungată în mișcarea revoluționară, pentru contribuția deosebită la înfăptuirea politicii interne și externe a Partidului Comunist Român, la opera de construire a socialismului, cu prilejul celei de-a 50-a aniversări a Partidului Comunist Român”[39]
- Medalia „25 de ani de la proclamarea Republicii” (26 decembrie 1972) „pentru merite deosebite în opera de construire a socialismului, cu prilejul aniversării a 25 de ani de la proclamarea Republicii”[40]
- titlul de „Erou al Republicii Socialiste România” (19 august 1974) „pentru îndelungata și rodnica activitate desfășurată în mișcarea revoluționară, pentru contribuția deosebită adusă la întărirea partidului și a unității sale, la făurirea și dezvoltarea statului nostru socialist, precum și la înfăptuirea politicii partidului și statului de făurire a societății socialiste multilateral dezvoltate în patria noastră”[41][42]